# Eduardo Acevedo
Eduardo Mario Acevedo Cardozo (Montevideo, 1959. szeptember 25. – ) uruguayi válogatott labdarúgó, hátvéd és edző.

## Pályafutása

### Klubcsapatban
1979 és 1986 között a Defensor Sportingban játszott. 1986 és 1987 között a Deportivo La Coruña játékosa volt. 1987-től 1990-ig a mexikói Universidad Autónoma de Guadalajarában szerepelt. 1991 és 1992 között Japánban a Toshiba labdarúgója volt. 1993-ban a Fénix, 1994-ben a Rentistas játékosa volt. 1995-ben az Sud Américában fejezte be a pályafutását.   

### A válogatottban
1983 és 1986 között 41 alkalommal szerepelt az uruguayi válogatottban és 1 gólt szerzett. Tagja volt az 1983-as Copa Américán győztes válogatott keretének és részt vett és az 1986-os világbajnokságon.

## Sikerei
Uruguay
- Copa América győztes (1): 1983